# 102仁川塔
102仁川塔是一座將興建於韓國仁川廣域市松島國際都市的超高層雙子塔。設計由兩座102層，478米（1598英尺）超高層摩天大樓，由三個空橋連結。2008年6月20日動土。預計在2030年完成，將成為全世界和亞洲最高的雙塔，超過了吉隆坡的雙子塔。由於金融海嘯造成的影響，大樓的高度已從601公尺降到478公尺。

## 历史
此一摩天大樓包括辦公室、住宅空間和一家酒店，原先預定建成後將成為韓國的地標。該綜合體原定位於耗資 350 億美元的松島新城，佔地面積超過 6 平方公里（2.3 平方英里），距離該國首都首爾約 32 公里（20 英里）。此建築由約翰·波特曼(John Portman) 經營的開發商波特曼控股公司 (Portman Holdings) 與韓國官員簽署了建造這座塔的協議。102仁川塔於2008年6月20日開工建設，2009年一度停工，但後來2013年復工，最後疑似因資金不足而於2016年取消建造計劃。

## 樓層規劃
| 樓層   | 用途   | 面積 (平方公尺) |
| ------ | ------ | --------------- |
| 99-102 | 餐廳   | 13,194          |
| 71-96  | 公寓   | 86,702          |
| 79-80  | 觀景台 | 8,707           |
| 59-78  | 套房   | 169,951         |
| 36-56  | 飯店   | 71,124          |
| 7-36   | 辦公室 | 102,736         |
| B1-4   | 商場   | 106,738         |